# Van Wilder: Freshman Year
Van Wilder: Freshman Year (bra: O Dono da Festa: A Vez dos Calouros, O Dono da Festa 3 ou O Dono da Festa 3 - Diversão Sem Limites!; prt: Van Wilder: Freshman Year) é um filme de comédia estadunidense dirigido por Harvey Glazer e lançado em 2009.

## Enredo
Van Wilder chega à faculdade após uma viagem de férias a Amsterdam. A surpresa é que a Universidade de Coolidge não é mais o paraíso sexual da época de seu pai, mas foi transformada em uma instituição de moldes militares por Dean Reardon, que tem um verdadeiro ódio pelos Wilder.

## Elenco
- Jonathan Bennett como Van Wilder
- Kristin Cavallari como Kaitlin Hayes
- Kurt Fuller como Dean Charles Reardon
- Steve Talley como Dirk Arnold
- Dirk Arnold como Farley
- Nick Nicotera como Benedict
- Jerry Shea como Yu Dum Fok
- Meredith Giangrande como Eve
- Irene Keng como Dongmei
- Linden Ashby como Sr. Vance Wilder

## Recepção
No site do Rotten Tomatoes o filme tem um índice de aprovação da audiência de 32% com uma média de 2.9/5.